# Ian Paice
Ian Anderson Paice (29. lipnja 1948., Nottingham), britanski je glazbenik i bubnjar koji je najviše poznat po svojem radu u hard rock skupini Deep Purple. Nakon odlaska Jona Lorda iz sastava, Paice je ostao jedini osnivač grupe koji još djeluje u njoj. U vremenu kada Deep Purple nije nastupao Paice je svirao s grupama 'Paice, Ashton & Lord' i Whitesnake te s glazbenikom Garyem Moorom.

## Životopis

### Rano doba
Ian Paice rođen je u Nottinghamu, Engleska, a kasnije s obitelji seli u Bicester, Oxfordshire. Prvobitno je bio zainteresiran za sviranje violine, međutim u dobi od petnaest godina prebacuje se na bubnjeve. Jedne prilike Paice je rekao: "Na kraju sam kupio bubnjarski komplet za 32 funte i pratio moga oca koji je bio pijanista i svirao je engleski valcer i quickstep. To je pomalo bio neiskusan trenutak, ali je ipak bio početak.".
Snažan utjecaj na njegov glazbeni stil imali su Gene Krupa, Buddy Rich i ostali jazz bubnjari. Ian je jedan od rijetkih hard rock bubnjara koji koristi elemente jazza u svom stilu sviranja. On je također i ljevak.
Bio je bubnjar u lokalnom Bicester sastavu 'Georgie and the Rave ons'. Kasnije mijenjaju ime u 'The Shindings', a Ian ih napušta kako bi prešao u skupinu 'MI5', koja se kasnije zvala 'The Maze'.

## Deep Purple
Ian je u sastavu 'The Maze' svirao s Rodom Evansom. Nakon što je navršio 19 godina, 1968. pomaže u osnivanju sastava Deep Purple. jedini je od Purpleovih osnivača koji je u sastavu ostao i danas. Također nastupa i s 'Paice, Ashton & Lord', Whitesnakom i Garyem Moorom, a osamdesetih je dio projekta 'Super Drumming'.
U ljeto 1992. godine, Ian Paice gostuje na koncertu u organizaciji 'Leukaemia Researcha', koji se održao u Oxfordu zajedno s članovima sastava Bad Company i Procol Harum, gdje su između ostalog izveli skladbu "A Whiter Shade of Pale".
1999. godine, gostuje na Paul McCartneyevom rock and roll albumu Run Devil Run.
Gotovo uvijek nosi plave (ili ponekad ljubičasto-zelene) naočale.

## Osobni život
Ian Paice je oženjen i ima troje djece: Jamesa, Emmy i Calli. Njegova supruga, Jacky je sestra blizanka od žene Jona Lorda, Vicky. Paice živi sa svojom obitelji u Velikoj Britaniji.

## Dobrotvorni nastupi i kao gost izvođač
Ian Paice od 1980-ih nastupa na mnogim dobrotvornim koncertima, na kojima često svira sa skupinama koje izvode Purpleovu glazbu.
- 1992. - Oxford, Engleska - dobrotvorni koncert za pomoć organizaciji 'Leukemia Research'
- 1997. - Poljska
- Rujan 1999. - Norveška, Hell, Hell Blues Festival - koncert zajedno s Paulom Martinezom i Tonyjem Ashtonom (vpc/pno), također u dobrotvorne srhe.
- Ožujak 2001. - dobrotvorni nastup u Adelaideu, Melbourne Sydney Australija
- 15. ožujka 2002. - jedan koncert zajedno s talijanskim gitaristom Tolom Martonom.
- Rujan 2002. - Poljska, Opole - nastupna 'Opole Drumming' festivalu.
- Prosinac 2001. - Turneja po Njemačkoj zajedno s Peteom Yorkom, Colinom Hodgkinsonom i Millerom Andersonom.
- 24. lipnja 2004. - Engleska, London - koncert povodom otvaranja 'London Drum Company' zajedno s Chadom Smithom, koncert i film objavljeni su na DVD-u sljedeće godine.
- 2005. - koncert zajedno s Chadom Smithom na 'Modern Drummer' festivalu, objavljen na DVD-u.
- 2005. - Poljska, Piekary Śląskie
- 2005. - Švedska, Stockholm, festival basa i bubnjeva.
- 25. svibanj 2005. - Austrija, Beč - koncert predvođen austrijskim bubnjarom, Bernhardom Welzom
- 29. studenog 2005. - Engleska, London - nastup na 'the Clive Burr Testimonial'
- 13. siječnja 2006. - Engleska, Reading - charity koncert
- 31. ožujka, 1. travnja 2006. - Njemačka, Frankfurt, 'ProLight+Sound' - dva koncerta zajedno s Donom Aireyem, Thijsom van Leerom i ostalima.
- Rujan 2006. - Engleska, London - dobrotvorni koncert 'The Sunflower Jam' u organizaciji Jacky Paice.
- 25. veljače 2007. - Austrija - koncert zajedno s Deep Purpleovim cover-sastavom 'Demon's Eye'.
- 2. ožujka 2007. - UK, Wales, Glamorgan University - gost nastup kao potpora 'the Cardiff School of Creative & Cultural Industries initiative'.
- 20. rujna 2007. - UK, Engleska, London - koncert na 'The Sunflower Jamu u organizaciji Jacky Paice.
- 17. listopada 2007. - UK, Engleska, Liverpool - koncert zajedno s Deep Purpleovim cover-sastavom 'Cheap Purple'
- 13. siječnja 2008. - UK, Engleska, London - izvedba na 'the Childline Rocks' zajedno s Glennom Hughesom.
- 5. travnja 2008. - Italija, Padva - koncert zajedno s talijanskim Deep Purple cover-sastavom 'Terzo Capitolo'.
- 24. svibnja 2008. - Njemačka, Cologne - Rock Legends Adventures
- 1. lipnja 2008. - UK, Engleska, Nottingham, East Midlands Conference Centre - Pearl Day 2008.
- 29. kolovoza 2008. - Italija, Fano, Marina dei Cesari - koncert zajedno s 'Machine Head', talijanskim Deep Purple cover-sastavom.
- 25. rujna 2008. - UK, Engleska, London - dobrotvorni koncert na 'The Sunflower Jam' u organizaciji Jacky Paice.
- 17,18,20 December 2008 - Short German tour with a Deep Purple coverband, Purpendicular.

## Oprema
Ian koristi 'Pearl' bubnjarski komplet kao njegov glavni instrument za koncertne izvedbe, koji uključuje 'Paiste' činele i 'Promark' palice. Tijekom sedamdesetih bio je veliki ljubitelj 'Ludwig' kompleta, ali se tijekom vremena prebacio na 'Pearl' (oko 1984.), kojeg svira i danas. On također preferira jedan bas bubanj, kako na uživo koncertima tako i u studiju. Jedino za skladbu "Fireball" koristi dvostruku bas pedalu. Proizvođač bubnjarskog kompleta 'Pearl', proizveo je instrument s njegovim potpisom.
On je također objavio solo DVD, koji je usmjeren na oba bubnjarska kompleta i glazbu obožavatelja u cjelini. 

## Priznanja
Dana 5. studenog 2007. godine na dodijeli 'Classic Rock Awardsa', Jacky i Ian Paice dobivaju nagradu 'Childline', kao priznavanje za njihov dobrotvorni rad u 'SunflowerJamu', gdje su prikupljali novčana sredstava za djecu oboljelu od raka. Nagradu im je uručio Bruce Dickinson iz Iron Maidena. To mu je bila prva nagrada koju je dobio u svojoj glazbenoj karijeri.

## Diskografija

### The Shindings
- 1965. One Little Letter/What You Gonna Do (SP, UK)
- 1965. A Little While Back/Why Say Goodbye (SP, UK)

### MI5 & The Maze
- 1966. You'll Never Stop Me Loving You/Only Time Will Tell (SP, UK)
- 1966. Hello Stranger/Telephone  (SP, UK)
- 1967. Aria Del Sud/Non Fatemio Odiare (SP, Italija)
- 1967. Harlem Shuffle/What Now/The Trap/I'm So Glad (EP, Francuska)
- 1967. Catteri, Catteri/Easy Street (SP, UK)

### Deep Purple
- 1968. Shades of Deep Purple
- 1968. The Book of Taliesyn
- 1969. Deep Purple
- 1969. Concerto for Group and Orchestra
- 1970. In Rock
- 1971. Fireball
- 1972. Machine Head
- 1972. Made in Japan
- 1973. Who Do We Think We Are
- 1974. Burn
- 1974. Stormbringer
- 1975. Come Taste the Band
- 1976. Made in Europe
- 1977. Last Concert in Japan
- 1984. Perfect Strangers
- 1987. The House of Blue Light
- 1988. Nobody's Perfect
- 1990. Slaves & Masters
- 1993. The Battle Rages On
- 1994. Come Hell Or High Water
- 1996. Purpendicular
- 1997. Live at the Olympia
- 1998. Abandon
- 1999. Total Abandon
- 2000. In Concert with the London Symphony Orchestra
- 2001. Live at the Rotterdam Ahoy!
- 2003. Bananas
- 2005. Rapture of the Deep
- 2007. They All Came Down to Montreux

### Whitesnake
- 1980. Ready an' Willing
- 1980. Live...In the Heart of the City
- 1981. Come an' Get It
- 1982. Saints & Sinners
- 2004. The Early Years (compilation)

### Gary Moore Band
- 1982. Corridors of Power
- 1982. Live at the Marquee (EP)
- 1983. Falling in Love with You (EP)
- 1983. Rocking Every Night
- 1983. Victims of the Future
- 1984. We Want Moore!

### Solo
- 2002. Not for the Pro's (DVD+CD)
- 2005. Chad Smith & Ian Paice – Live Performances, Interviews, Tech Talk and Soundcheck (DVD)
- 2006. Modern Drummer Festival 2005 (DVD)

### Gost nastupi
- 1967. Do Your Own Thing/Goodbye Baby Goodbye (Soul Brothers, SP)
- 1968. I Shall Be Released/Down In The Flood (Boz Burrell, SP)
- 1968. I Feel Fine/Let Me Love You (Tony Wilson, SP)
- 1971. Natural Magic (Green Bullfrog)
- 1971. In My Time (Mike Hurst)
- 1972. Gemini Suite (Jon Lord)
- 1972. Home is Where You Find It (Eddie Hardin)
- 1972. The Pete York Percussion Band (The Pete York Percussion Band)
- 1972. Squeeze (Velvet Underground)
- 1973. Bump & Grind (Jackson Heights)
- 1974. E.H. in the UK – The Eddie Harrin London Sessions (Eddie Hardin)
- 1974. First of the Big Bands (Tony Ashton & Jon Lord)
- 1975. Funkist (Bobby Harrison)
- 1977. You Can't Teach An Old Dog New Tricks (Eddie Hardin)
- 1978. Composition (Kirby)
- 1980. And About Time Too (Bernie Marsden)
- 1981. Look At Me Now (Bernie Marsden)
- 1981. Free Spirit (Ken Hensley)
- 1982. Before I Forget (Jon Lord)
- 1983. Arrested – The Royal Philharmonic Orchestra & Friends Tribute to Police
- 1987. Super Drumming (Pete York & Friends)
- 1989. Best of Dark Horse 1976-89 (George Harrison)
- 1993. BBC Radio 1 Live in Concert '74 (Tony Ashton & Jon Lord)
- 1994. From Time To Time (Ken Hensley)
- 1999. Jump the Gun (Pretty Maids)
- 1999. Run Devil Run (Paul McCartney)
- 1999. Live at the Cavern (Paul McCartney, DVD)
- 2001. Living on the Outside (Jim Capaldi)
- 2001. Twister (Max Magagni)
- 2003. E-Thnik (Mario Fasciano)
- 2003. Dal Vero (Tolo Marton)
- 2006. Gillan's Inn (Ian Gillan)
- 2006. Time To Take A Stand (Moonstone Project)

## Vanjske poveznice
- Intervju s Ianom Paiceom na web časopisu Drummer's Digest
- Ilustracije Ludwig bubnjarskog kompleta